# Zgorzel podstawy źdźbła

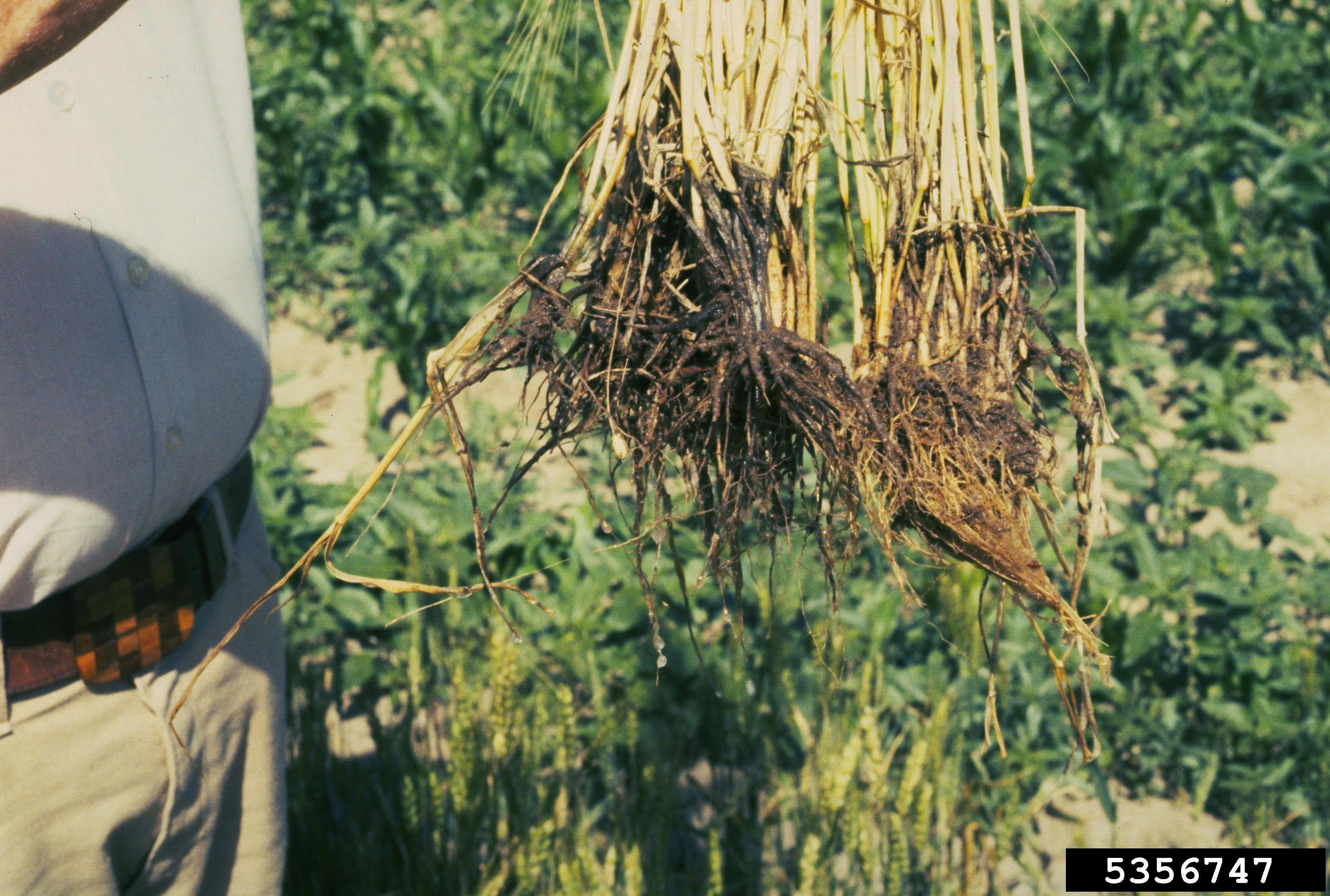

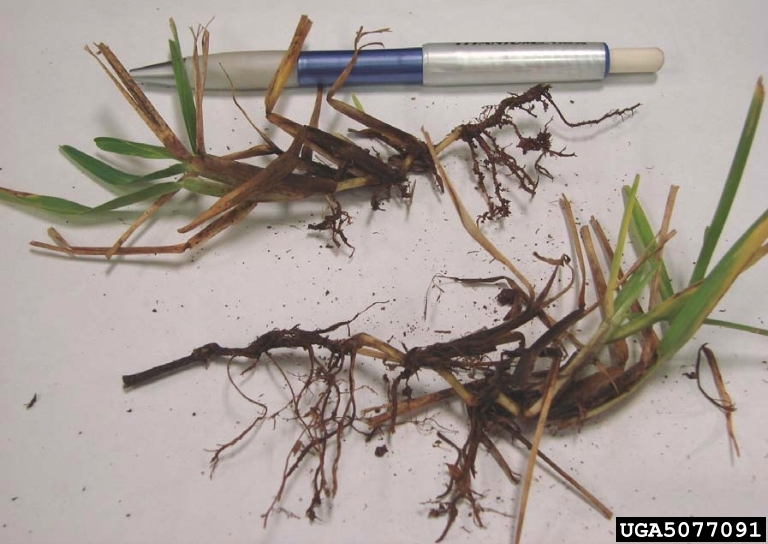

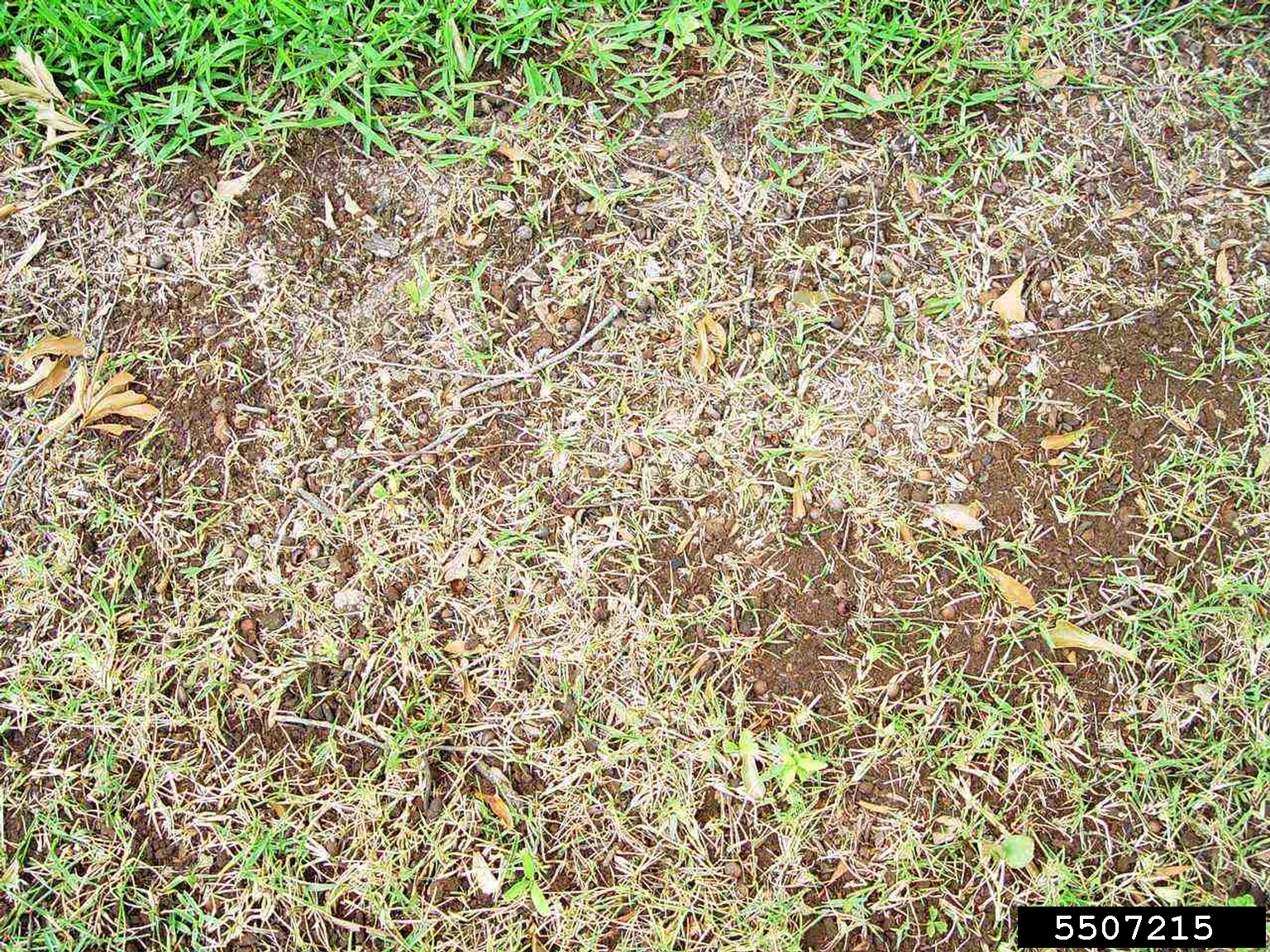

Zgorzel podstawy źdźbła (ang. take-all of cereals, patch disease of turf) – grzybowa choroba zbóż wywołana przez gatunki z rodzaju Gaeumannomyces.

## Występowanie choroby i wywołujące ją patogeny
Chorobę po raz pierwszy opisano w 1852 r. w Australii. Obecnie występuje niemal na całym świecie. Zaliczana jest do grupy tzw. chorób podsuszkowych i jest w tej grupie najgroźniejszą chorobą. W Polsce atakuje pszenicę, jęczmień, żyto i pszenżyto, a także trawy. Na świecie opisano jej występowanie na ponad 400 gatunkach traw.
Sprawcę choroby początkowo opisano jako Gaeumannomyces graminis (Sacc.) Arx & D.L. Olivier 1952. Później, w wyniku dokładniejszych badań laboratoryjnych wyodrębniono jeszcze dwa inne gatunki wywołujące tę chorobę: Gaeumannomyces tritici (J. Walker) Hern.-Restr. & Crous 2016 i Gaeumannomyces avenae (E.M. Turner) Hern.-Restr. & Crous 2016. G. graminis i G. tritici porażają pszenicę, jęczmień, żyto, pszenżyto i ryż, nie porażają natomiast owsa, G. avenae poraża również owies. Najmniej patogeniczny jest G. graminis.

## Objawy i szkodliwość
Pierwsze objawy choroby pojawiają się na korzeniach, których barwa zmienia się na brunatną, a potem w miarę postępowania nekrozy ich tkanek na czarną. Później brunatnieje i czernieje podstawa źdźbła. Przy małym natężeniu choroby objawy na pędzie nadziemnym pojawiają się dopiero na etapie strzelania w źdźbło lub kłoszenia. Przy silnym porażeniu objawy widoczne są już na siewkach, które karłowacieją i nie rozkrzewiają się.
Grzybnia patogenów uszkadza floem i ksylem wiązek przewodzących zatykając je substancją podobną do gumy. Porażenie korzeni i podstawy pędu utrudnia pobieranie i przewodzenie wody i soli mineralnych. Skutkuje to osłabionym wzrostem roślin i przedwczesnym ich zasychaniem. Ziarna w kłosach porażonych zbóż są pomarszczone i słabo wykształcone. Choroba na polu zazwyczaj występuje w postaci gniazd. Jest optycznie rozpoznawalna już z daleka – porażone miejsca są jaśniejsze. Na polu uprawnym powoduje zmniejszenie plonu. Straty plonu są szczególnie duże, gdy do dojdzie do porażenia zasiewów już jesienią. W tym przypadku straty plonu mogą wynieść nawet 50–80%. Ponadto przy dużej ilości opadów deszczu porażone uprawy są dodatkowo atakowane przez czerń zbóż. Choroba jest szkodliwa również na trawnikach przydomowych, na boiskach sportowych i placach golfowych – powoduje obniżenie ich walorów estetycznych i użytkowych.

## Epidemiologia
Patogen zimuje w postaci grzybni na resztkach pożniwnych, na których może przetrwać aż do czasu ich mineralizacji. Rozrastająca się grzybnia atakuje nowe rośliny przez włośniki i korzenie. Po wrośnięciu do wnętrza korzenia grzybnia rozrasta się wewnątrz jego tkanek w górę pędu. Poprzez wiązki przewodzące może dotrzeć aż do górnych międzywęźli. Krótko przed zbiorami zbóż grzybnia wytwarza płciowe owocniki – perytecja. Powstają w nich askospory. Nie odgrywają one jednak większej roli w rozprzestrzenianiu się choroby, gdyż kiełkująca z nich grzybnia jest niszczona przez mikroorganizmy glebowe.
Rozwojowi choroby sprzyja wilgotna i ciepła jesień, lekko zasadowy odczyn gleby, niedobór w niej magnezu i wysoka wilgotność gleby. Szczególnie silny rozwój choroby następuje wtedy, gdy po okresie dłuższych deszczów susza i wysoka temperatura powietrza. Bardzo istotny jest płodozmian. Zaobserwowano, że izolaty Gaeumannomyces tritici z pola, na którym przez 3–4 lat uprawiano pszenicę, wykazują się o wiele większą agresywnością. Wynika z tego, że brak zmianowania powoduje u nich presję selekcyjną zwiększająca ich agresywność.

## Ochrona
Opryskiwania fungicydami są nieskuteczne. Aby zmniejszyć możliwość zainfekowania patogenem zimującym na resztkach pożniwnych ważne jest stosowanie płodozmianu. Dobrymi przedplonami dla zbóż są rośliny strączkowe i rzepak, a także owies, który w Polsce nie jest atakowany przez tę chorobę. Można zmniejszyć natężenie choroby stosując odporne odmiany zbóż, charakteryzujące się większą zdolnością do regeneracji korzeni. Zmniejszają natężenie choroby także prawidłowe zabiegi agrotechniczne: wczesna podorywka, głęboka orka jesienna, późniejszy termin siewu i nawożenie organiczne. Nasiona zbóż należy zaprawiać środkami zawierającymi siltiofam lub fluchinkonazol. Trwają badania nad biologicznymi metodami ograniczenia choroby, m.in. wykorzystaniu organizmów antagonistycznych dla patogenów lub wytwarzanych przez rośliny biologicznych substancji hamujących rozwój grzybni.